# Архітектурно-будівельний контроль і нагляд
Архітекту́рно-будіве́льний контро́ль і на́гляд — вид державного контролю за використанням і охороною земель в містах і інших поселеннях. Відповідні органи з архітектури і містобудування здійснюють державний контроль за: 
- а) дотриманням здійснення всіх видів містобудівної діяльності в містах і інших поселеннях відповідно до містобудівної документації;
- б) дотриманням нормативів і правил планування і забудови міст і інших поселень;
- в) дотриманням встановленого порядку використання територією з особливим режимом містобудівної діяльності;
- г) запобіганням зносу будівель і споруд, вирубки зелених насаджень загального користування в містах і інших поселеннях;
- ґ) наданням земельних ділянок в містах і інших поселеннях відповідно до їх цільового призначення і містобудівних вимог.